# 竹腰正旧
竹腰 正旧（たけのこし まさもと、旧字体：正舊、嘉永4年2月2日（1851年3月4日） - 明治43年（1910年）8月22日）は、尾張藩の附家老、美濃国今尾藩の第10代当主で初代藩主、知藩事。
三河国田原藩主三宅康直の四男。正室は中勘弥（中勘助の父）の養女タカ（孝子）。長男は竹腰正己。官位は従五位下、伊予守。

## 経歴
幼名は龍若。文久2年（1862年）10月、竹腰正富の隠居により、養子として家督を相続した。慶応4年1月27日（1868年2月20日）、今尾領は新政府の計らい（維新立藩）により今尾藩として認められ、正旧はその初代藩主となる。2月、御三家の付家老の独立に際し、各家は藩政に支障が出るとして、引き続き政務を執らせたいと新政府に願うものの、竹腰家だけは除外されていた。養父正冨と前尾張藩主徳川慶勝の対立によるものと考えられる。4月に上洛し、従五位下・伊予守に叙任した。5月には朝廷からの徴兵により士卒を派遣した。
明治元年（1868年）10月27日、新政府から竹腰家の家祖・竹腰正信が徳川義直から与えられた知行1万石を尾張藩に返すことを命じられた。しかし、この措置は竹腰家にとって財政的に厳しく、返還運動を展開する。明治3年（1870年）10月29日、1万石を取り戻している。
明治2年（1869年）2月16日には版籍奉還を願い出た。6月23日（7月31日）、版籍奉還にともない今尾藩知事となり、同4年に廃藩置県となり免官となる。1872年に今尾藩士で竹腰家の家令を務めていた中勘弥を伴い上京。明治10年（1877年）12月、隠居し、長男の正己に家督を譲る。明治43年（1910年）8月22日、60歳で死去。法号は清涼院殿正堂宗舊大居士。墓所は岐阜県関市の円泰寺にある。

## 系譜
父母
- 三宅康直（実父）
- 竹腰正富（養父）

妻
- 中孝子 ー 中勘弥の養女

子女
- 竹腰正己（長男）